# 王永刚
王永刚（1968年7月—），中国男子乒乓球运动员，现为吉林中州永刚体育文化发展有限公司总经理。曾获1991年亚洲乒乓球锦标赛团体、单打冠军，1995年第43届世界乒乓球锦标赛男单第五名。